# ホルンソナタ (ベートーヴェン)
ホルンソナタ ヘ長調 作品17は、ルートヴィヒ・ヴァン・ベートーヴェンが1800年に作曲したホルンとピアノの二重奏曲である。ヴィルトゥオーゾホルン奏者のジョヴァンニ・プントのために書かれた。

## 概要
プントに触発されたことが作曲のきっかけとなった。本作と同時期の作品にはピアノソナタ第11番や創作主題による6つの易しい変奏曲 ト長調などがあり、本作の性格は後者により近いものがある。曲はプントのソロ、ベートーヴェン自身の伴奏で1800年4月18日にウィーンで初演された。ベートーヴェンの弟子であったフェルディナント・リースの伝えるところでは、驚くべきことにベートーヴェンが作曲にとりかかったのは初演の前日であったという。初演当日、ベートーヴェンは一部記憶を頼りにしつつ、またその場で即興して演奏したとされる。作曲家ベートーヴェンの才能とともに、ごくわずかな時間で演奏の準備を整えたプントの実力の高さを伝えるエピソードである。
ウィーン初演は成功を収め、5月初旬にペシュトにて再演の運びとなった。ベートーヴェンは本作の作曲当時ウィーン以外では知られていなかった。プントとベートーヴェンによるペシュトでの演奏後、ハンガリーの評論家が次のように書いている。「このベートーヴェンとは誰なのか。彼の名前は我々には知られていない。もちろん、プントはよく知られているが。」この演奏会後に両者は仲たがいをしたとみられ、ベートーヴェンは地方公演における共演を拒否してしまう。次に2人が同じ舞台に姿を現したのは1801年1月30日に開催されたホーエンリンデンの戦いでの負傷者のための演奏会であり、ベートーヴェンは本作ではなく、指揮者としてハイドンの交響曲2曲を含むプログラムを演奏したのであった。
この作品はナチュラル・ホルンのために、低音を担当する第2ホルンの語法を用いて書かれている。ベートーヴェンは第1楽章と第3楽章に急速なアルペッジョを取り入れる傍ら、不自然に低いト音を使用している。これらはいずれもプントが専門としていた第2ホルンの奏法の特徴であった。
楽譜の初版は1801年にウィーンで出版された。作品の販路を広げるために、おそらくベートーヴェン自身の手によると思われるチェロソナタへの編曲が行われている。以降は「ホルンまたはチェロとフォルテピアノのためのソナタ」として出版された。ヴァイオリンやフルートのための編曲も行われている。
オーボエ奏者のカール・キム（Carl Khym）によってさらに弦楽四重奏への編曲も行われており、1817年にジムロックから出版されている。
曲はヨゼフィーネ・フォン・ブラウン男爵夫人に献呈されている。

## 演奏時間
約14分半。

## 楽曲構成
第1楽章 Allegro moderato 4/4拍子 ヘ長調
曲はホルンが下降音型を示して開始する。これをピアノが受け継ぎ、第1主題を提示する。経過部を終えると遠隔調のホ短調で第2主題が示される。その後、演奏効果の大きなピアノのパッセージを挟み、簡潔なコデッタを置いて提示部の反復となる。展開部は第1主題、第2主題を扱っていき、やがて再現部へと至る。華やかなコーダが置かれて明るく閉じられる。
第2楽章　Poco adagio, quasi andante 2/4拍子 ヘ短調
第2楽章にあたる部分は17小節とごく短い。付点音符のリズムによる主題が奏され、アタッカでフィナーレへと接続される。
第3楽章 Rondo, allegro moderato 2/2拍子 ヘ長調
音程の離れた4音を中心とする主題がロンド主題となる。色彩豊かなホルンパートに流麗なピアノが加わる。ロンド主題はロ短調のものを含む副主題と交代しながら進み、最後はロンド主題を用いたコーダがテンポを落とした後、アレグロ・モルトとなって勢いよく全曲の幕が下ろされる。

## 関連文献
- Cooper, Barry (2000). Beethoven. United States: Oxford University Press. ISBN 0191592706
- Hill, Douglas (2001). Collected Thoughts on Teaching and Learning, Creativity, and Horn Performance. Alfred Music Publishing. ISBN 9780757906855
- Parr-Scanlin, Denise (2005). Beethoven as Pianist: A View Through the Early Chamber Music (PDF) (D. M. A). University of Texas.
- Tatum, Bradley Alan (2010). Austro-German Classical Era Horn Works: A Study in Style and Performance Practice (PDF) (D. M. A). University of Maryland.
- Watson, Angus (2012). Beethoven's Chamber Music in Context. Woodbridge: Boydell Press. ISBN 978-1-84383-716-9
- Wick, Heidi F. (2001). Applying Natural Horn Technique To Modern Valved Horn Performance Practice (D.M.A). Ohio State University.